# Common Ground
Common Ground é o quinto e mais recente álbum de estúdio do grupo de música eletrônica Above & Beyond. O álbum conta com participações de antigos colaboradores como Richard Bedford, Zoë Johnston e Justine Suissa, além de Marty Longstaff.
Esta é a primeira aparição de Richard Bedford desde Group Therapy,

## Faixas[1]
| N.º            | Título                                      | Producer(s)                       | Duração |  |
| 1.             | "The Inconsistency Principle"               | Above & Beyond Andrew Bayer [a]   | 3:16    |  |
| 2.             | "My Own Hymn" (com Zoë Johnston)            | Above & Beyond Johnston Bayer [a] | 3:48    |  |
| 3.             | "Northern Soul" (com Richard Bedford)       | Above & Beyond Bayer [a]          | 5:35    |  |
| 4.             | "Naked" (com Justine Suissa)                | Above & Beyond Suissa Bayer [a]   | 5:23    |  |
| 5.             | "Sahara Love" (com Zoë Johnston)            | Above & Beyond Johnston Bayer [a] | 5:07    |  |
| 6.             | "Happiness Amplified" (com Richard Bedford) | Above & Beyond Bayer [a]          | 5:32    |  |
| 7.             | "Is It Love (1001)"                         | Above & Beyond Bayer [a]          | 5:44    |  |
| 8.             | "Cold Feet" (com Justine Suissa)            | Above & Beyond Suissa Bayer [a]   | 5:35    |  |
| 9.             | "Tightrope" (com Marty Longstaff)           | Above & Beyond Bayer [a]          | 3:24    |  |
| 10.            | "Alright Now" (com Justine Suissa)          | Above & Beyond Suissa Bayer [a]   | 5:37    |  |
| 11.            | "Bittersweet & Blue" (com Richard Bedford)  | Above & Beyond Suissa Bayer [a]   | 5:26    |  |
| 12.            | "Always" (com Zoë Johnston)                 | Above & Beyond Johnston Bayer [a] | 4:10    |  |
| 13.            | "Common Ground"                             | Above & Beyond Bayer [a]          | 3:32    |  |
| Duração total: | Duração total:                              | Duração total:                    | 62:09   |  |

Notes
- ↑[a]  significa uma produção adiicional
- "Is It Love? (1001)" possui o vocal não creditado de Jono Grant.

Notes
1. 1 2  Store, Anjuna Music. «Above & Beyond - Common Ground». Anjuna Music Store. Consultado em 1 de fevereiro de 2022